# نشویل (ویسکانسین)
نشویل (به انگلیسی: Nashville) یک منطقهٔ مسکونی در ایالات متحده آمریکا است که در شهرستان فارست، ویسکانسین واقع شده‌است. نشویل ۱۸۷٫۴ کیلومتر مربع مساحت و ۱٬۰۶۴ نفر جمعیت دارد و ۴۸۶ متر بالاتر از سطح دریا واقع شده‌است.